# Radowickij
Radowickij (ros. Радовицкий) – osiedle w Rosji, w obwodzie moskiewskim, w okręgu miejskim Szatury. W 2010 liczyło 1931 mieszkańców.